# Rivière Kakiskeaskoparinaniwok
La rivière Kakiskeaskoparinaniwok relie le lac Omina et la baie Verreau qui sont intégrés au réservoir Gouin, coulant dans le territoire de la ville de La Tuque, dans la région administrative de la Mauricie, dans la province au Québec, au Canada.
Cette rivière est située entièrement dans le canton de Verreau.
La foresterie constitue la principale activité économique de cette vallée ; les activités récréotouristiques, en second. Diverses routes forestières secondaires accommodent les activités récréotouristiques et la foresterie de la rive nord du réservoir Gouin. Ces routes forestières se connectent au sud à la route 212 qui dessert la rive nord du réservoir Gouin et relie au sud-est le village de Obedjiwan.
La surface de la rivière Kakiskeaskoparinaniwok est habituellement gelée de la mi-novembre à la fin avril, toutefois la circulation sécuritaire sur la glace se fait généralement du début décembre à la fin de mars. La gestion des eaux au barrage Gouin peut entrainer des variations significatives du niveau de l’eau particulièrement en fin de l’hiver où l’eau est abaissée en prévision de la fonte printanière.

## Géographie
Les principaux bassins versants voisins de la rivière Kakiskeaskoparinaniwok sont :
- côté nord : ruisseau à l'Eau Claire, lac Kamwakowok, lac Witiko, rivière Ohomisiw ;
- côté est : baie Verreau, ruisseau Verreau, lac Dubois, ruisseau Barras ;
- côté sud : baie Verreau, lac McSweeney, lac Magnan ;
- côté ouest : lac Omina, lac Kawawiekamak, lac Mathieu, baie Eskwaskwakamak, rivière Toussaint.

La rivière Kakiskeaskoparinaniwok prend naissance à l’embouchure du lac Omina (longueur : 15,8 km ; altitude : 402 m) dans La Tuque. À partir de l’embouchure du lac Omina, le cours de la rivière Kakiskeaskoparinaniwok coule vers l'est entièrement en zone forestière et montagneuse sur 0,4 km.
La confluence actuelle de la rivière Kakiskeaskoparinaniwok avec la baie Verreau est située à :
- 5,8 km à l'ouest de la sortie de la baie Verreau ;
- 23,4 km au nord-ouest de la confluence du lac Magnan et du lac Brochu ;
- 26,0 km au nord-est du centre du village de Obedjiwan ;
- 62,8 km au nord-ouest du barrage Gouin ;
- 117,6 km au nord-ouest du centre du village de Wemotaci ;
- 203 km au nord-ouest du centre-ville de La Tuque ;
- 314 km au nord-ouest de l’embouchure de la rivière Saint-Maurice (confluence avec le fleuve Saint-Laurent à Trois-Rivières).

La rivière Kakiskeaskoparinaniwok se déverse dans le canton de Verreau sur la rive ouest de la baie Verreau. À partir de cette confluence, le courant coule sur 70,5 km selon les segments :
- 6,2 km vers l’est, puis le sud, en traversant la baie Verreau ;
- 64,3 km généralement vers le sud-est, jusqu’au barrage Gouin, en traversant notamment, le lac Magnan, le lac Brochu et la baie Kikendatch.

À partir du pied du barrage Gouin, le courant emprunte la rivière Saint-Maurice jusqu’à Trois-Rivières, où il se déverse dans le fleuve Saint-Laurent.

## Toponymie
Le toponyme rivière Kakiskeaskoparinaniwok a été officialisé le 6 septembre 1984 à la Commission de toponymie du Québec.